# Balthasar Puolamer
Balthasar Puolamer OSB (* 23. April 1615 in Bachhaupten; † 14. Mai 1681 in Ochsenhausen) war der 19. Abt der Reichsabtei Ochsenhausen im heutigen Landkreis Biberach in Oberschwaben.
Puolamer wurde in Bachhaupten, heute ein Teil des Teilorts Tafertsweiler innerhalb der Gemeinde Ostrach im Landkreis Sigmaringen geboren. Er legte am 6. Januar 1632 die Ordensgelübde ab. Seine Primiz fand am 1. Mai 1639 statt. Danach bekleidete er innerhalb des Klosters die Funktionen des Novizenmeisters, Priors und Großkellers. Am 4. Juni 1671 wurde er von seinen Mitbrüdern zum Abt erwählt.

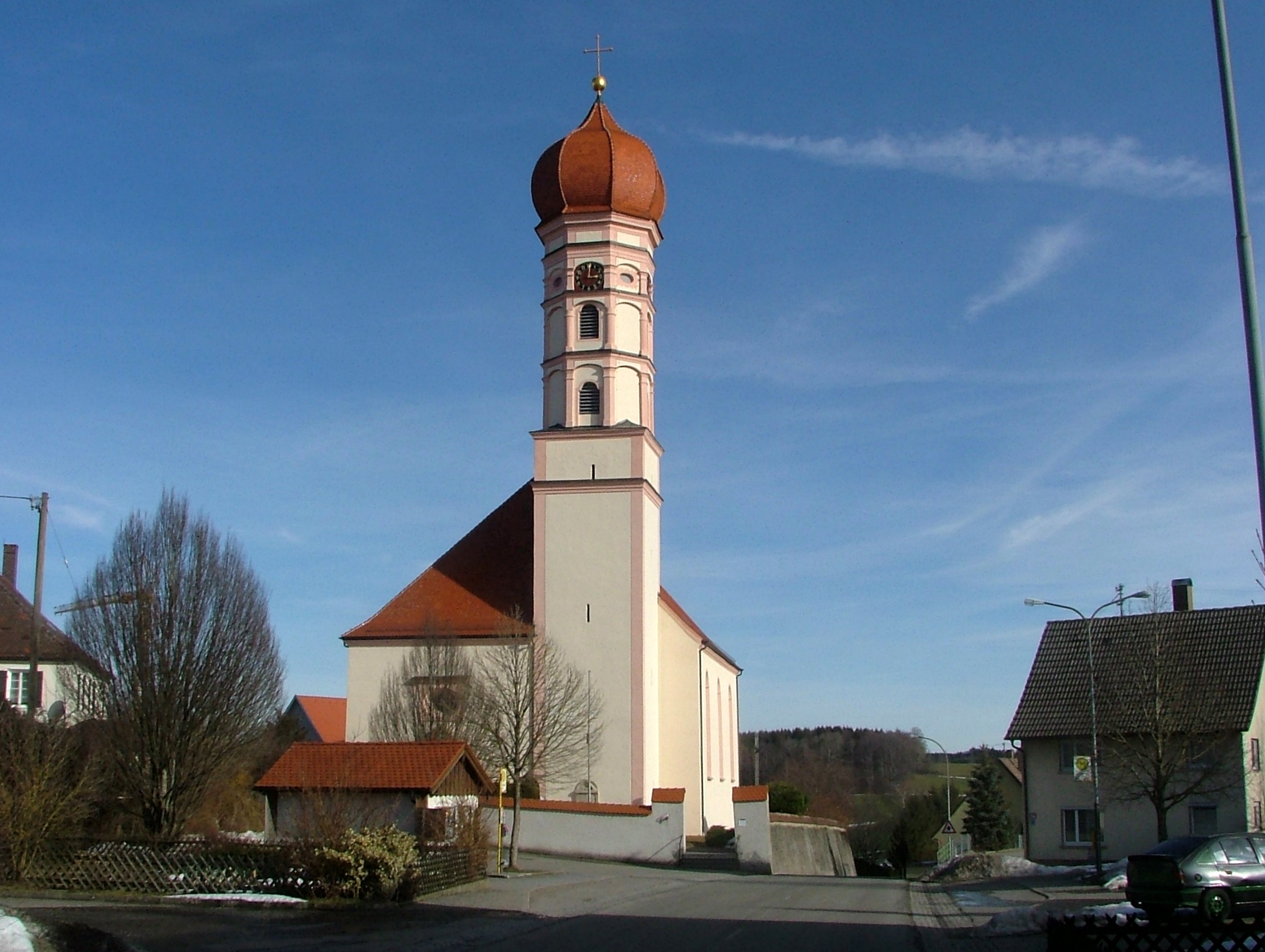
Mariä Himmelfahrt – Steinhausen an der Rottum

Während seiner Amtszeit wurde der Bau des Schlosses Hersberg bei Immenstaad am Bodensee vollendet. Dafür wurde von dem Kloster ein Geldbetrag von 2922 Gulden aufgewendet. Im Jahre 1672 ließ er die Kirche in Mariä Himmelfahrt in Steinhausen an der Rottum für 3853 Gulden erbauen. Die Altarblätter stammen vom Memminger Maler Johann Heiss, der dafür 150 Gulden erhielt.
Im Jahre 1675 nahmen Truppen der Reichsarmee im Gebiet des geistlichen Territoriums unter dem Kommando von Graf Piccolomini ihr Winterquartier. Piccolomini und forderte bei seinem Abzug aus dem Gebiet eine Summe von 1000 Talern. Am 23. Juni 1679 legte Abt Balthasar den Grundstein zur Grabkapelle St. Veit in Ochsenhausen. Am 6. Mai 1681 brannten große Teile des benachbarten Klosters Rot an der Rot aufgrund von Brandstiftung ab.
Georg Geisenhof erwähnte in seiner Chronik, dass Abt Balthasar aufgrund schwankender Gesundheit von diesem Tag an sein Krankenbett nicht mehr verlassen konnte und acht Tage später am 14. Mai 1681 im Alter von sechsundsechzig Jahren verstarb. Seine sterblichen Überreste wurden seinem Wunsch gemäß am Fuße des Marienaltares in der Kirche Mariä Himmelfahrt in Steinhausen an der Rottum beigesetzt.